# Neso (satélite)
Neso (del griego: Νησώ), también conocido como Neptuno XIII, es un satélite irregular retrógrado ultraperiférico de Neptuno. Fue descubierto por Matthew J. Holman y Brett J. Gladman el 14 de agosto de 2002, aunque ha pasado inadvertido hasta 2003. Fue nombrado en honor a Neso, una de las 50 ninfas Nereidas. Antes de recibir su actual nombre el 3 de febrero de 2007, recibió la designación provisional S/2002 N 4.
Neso orbita a Neptuno a una distancia de más de 48 millones de kilómetros, lo que lo hace el segundo satélite natural más distante conocido de cualquier planeta. Su apoapsis se encuentra a más de 72 millones de kilómetros de Neptuno. A modo de comparación, el apoapsis de Neso hacia Neptuno es mayor que el afelio de Mercurio hacia el Sol (70 millones de kilómetros aproximadamente), lo que da una idea de su lejanía.
A su vez, Neso tiene un período orbital bastante largo, demorando 26.67 años en completar su órbita, la cual es una órbita retrógrada, muy inclinada y muy excéntrica.
Neso tiene unos 60 kilómetros de diámetro, y se estima que la densidad media es de 1.5 g/cm³.
Su masa se estima en 1,6×1017 kg. 
Dada la similitud de los parámetros orbitales de Neso y Psámate, se ha sugerido que ambos satélites irregulares podrían tener un origen común a partir de la disgregación de un satélite de mayor tamaño. Ambos satélites son los que más alejados se encuentran de sus planetas en todo el sistema solar.